# MGRS

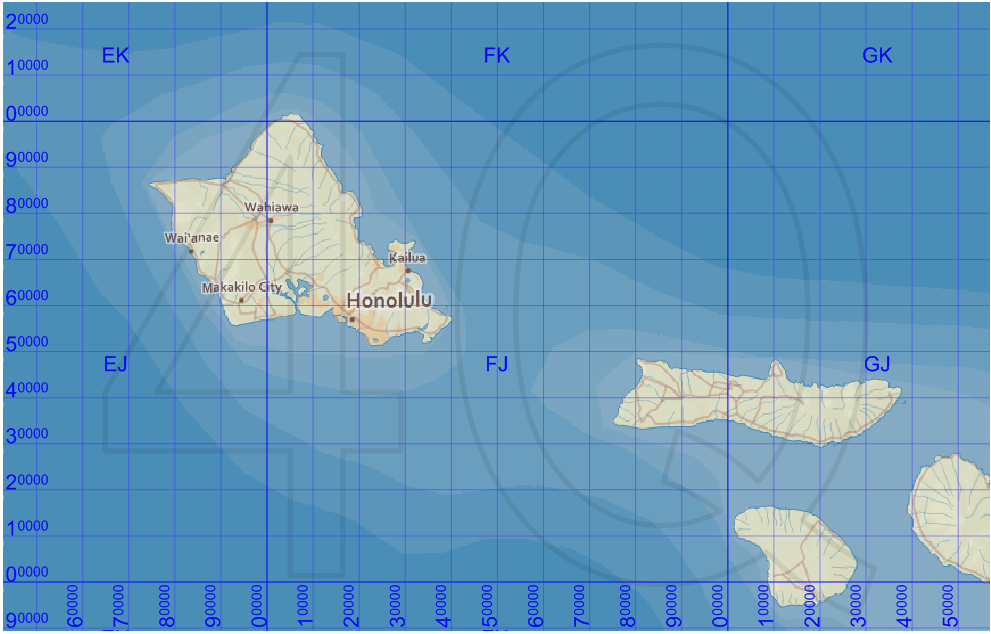
Mapa MGRS kolem Havaje

MGRS (z angl. Military Grid Reference System) je systém geografických souřadnic užívaný v Severoatlantické alianci (NATO). Vychází z transverzálního Mercatorova systému souřadnic a pokrývá celý povrch Země.
Souřadnice (například 33UVR577484, tj. 33U VR 577 484) se skládají z několika informací:
- 33U – zóna popsaná čísly 1-60 a písmenem C–X (bez I a O) zpravidla o rozměrech 6° × 8°
- VR – upřesnění čtverce 100 × 100 km
- 577484 – upřesnění východní (577) a severní (484) souřadnice v rozsahu 2 (přesnost 10 km) až 10 číslic (přesnost 1 m); v příkladu se jedná o přesnost na 100 m

Jako převodník geografických souřadnic resp. aktuální polohy do kódu MGRS lze využít např. web aplikaci Mapy.cz (kontextová nabídka Co je zde? > GPS > přepnutí na MGRS), nebo online převodník souřadnic na CADforum.cz.